# 투킬라 (프로세서)
투킬라(영어:  Tukwila )는 인텔의 아이테니엄 프로세서 계열의 프로세서 암호명으로 아이테니엄 2와 몬테시토 프로세서의 다음 세대 제품이다. 인텔 아이테니엄 프로세서 9300 계열의 이름으로 2010년 2월 8일에 출시되었다. 이 프로세서는 최대 4개의 코어와 최대 24MB L3 내장 캐시가 있으며 SMT 기술을 지원한다. 하나의 다이에 총 20억개의 트렌지스터가 집적된 최초의 프로세서이다.
- 코어 로직 – 4억 3천만개
- 시스템 인터페이스 – 1억 5천7백만개
- L3 캐시 – 10억 4천 2백만개
- I/O 로직 – 3천 9백만개
- 칩 총계 – 20억 4천6백만개

다이의 크기는 21.5×32.5 mm 또는 698.75 mm²이다

## 제온 호환성
새로운 인텔 퀵패스 인터커넥트가 소개되면서 투킬라와 제온 칩셑은 호환이 된다. 이 호환성으로 부품을 다같이 사용함으로써, 인텔과 인텔 협력자의 제품 개발 비용을 줄이는데 커다란 도움이 된다.투킬라에는 4개의 완전한 퀵패스 링크와 두개의 절반폭 링크를 지원한다.

## 투킬라 제품
| 번호 | 코어수 | 스레드수 | 코어클럭 (GHz) | 터보 부스트 코어클럭(GHz) | L3 캐시(MiB) | QPI 속도 (GT/s) | TDP(W) | 2010.2월 가격 | 비고          |
| ---- | ------ | -------- | -------------- | ------------------------- | ------------ | --------------- | ------ | ------------- | ------------- |
| 9310 | 2      | 4        | 1.6            | N/A                       | 10           | 4.8             | 130    | $946          | 저전력        |
| 9320 | 4      | 8        | 1.33           | 1.46                      | 16           | 4.8             | 155    | $1,614        |               |
| 9330 | 4      | 8        | 1.46           | 1.6                       | 20           | 4.8             | 155    | $2,059        | 와트당 성능   |
| 9340 | 4      | 8        | 1.6            | 1.73                      | 20           | 4.8             | 185    | $2,059        | 가격대비 성능 |
| 9350 | 4      | 8        | 1.73           | 1.86                      | 24           | 4.8             | 185    | $3,838        | 고성능        |

## 차기제품
차기제품은 폴손(Poulson)이라는 암호명을 가지는 프로세서이다. 마이크로아키텍처의 개선이 있을 예정이며 8개 이상의 코어를 지원할 것으로 예상된다. 현 투킬라 플랫폼에 플랫폼 호환성을 제공하여 프로세서만의 교체사용이 가능하다. 2012년 제품 출시 예정이다.
이후에는 키슨(Kittson)이라는 제품이 예정되어 있다.

## 같이 보기
- 아이테니엄
- 인텔 마이크로프로세서 목록
- 인텔 제온 마이크로프로세서 목록